# The Prophet's Song
"The Prophet's Song" é uma canção da banda britânica de rock Queen, sendo a oitava faixa de abertura do seu quarto álbum de estúdio, de título A Night at the Opera. A canção foi escrita por Brian May e  além de ser a música mais longa de toda a banda, ela é também é uma das mais complexas em toda a carreira da banda.

## História
"The Prophet's Song", escrita por Brian May em meados de 1974, foi inspirada num sonho do guitarrista, no qual a Terra era destruída. Nesta época, o instrumentista estava hospitalizado, após problemas de hepatite que quase o levaram à morte. Segundo o músico, o sonho também o fez refletir acerca do futuro da sociedade humana e seus problemas de relacionamento, que envolvem a interação social e empatia.
Para produzir a canção, o músico utilizou praticamente todos os recursos usados em "Bohemian Rhapsody", música do mesmo álbum. Com vários vocais, riffs intrincados, também utilizou-se de vocais a capella, interpretados por Freddie Mercury, que definiu a faixa como "ultrajante e gigantesca". Outra característica de "The Prophet's Song" são seus versos apocalípticos.

## Ficha técnica
- Freddie Mercury - vocais
- Brian May - guitarra, koto, composição e vocais de apoio
- John Deacon - baixo
- Roger Taylor - bateria e vocais de apoio